# 张继中
张继中（1920年8月—2007年6月27日），男，江苏江都人，中华人民共和国政治人物，曾任福州市人民委员会市长，中共福州市委书记，福州市人大常委会主任，第六届全国人大代表。